# 石井保

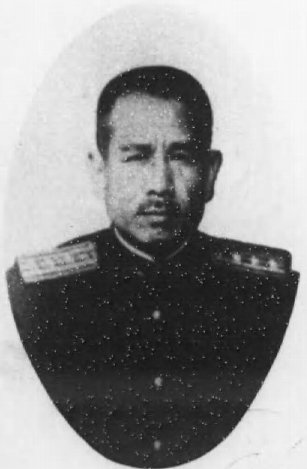
石井保

石井 保（いしい たもつ、1887年（明治20年）3月15日 - 1976年（昭和51年）2月1日）は、日本の内務官僚。憲政会系官選鳥取県知事、台湾総督府警務局長。

## 経歴
埼玉県北足立郡浦和町（現さいたま市）出身。高砂小学校長・石井弓一の二男として生まれる。浦和中学校、第一高等学校を経て、1912年、東京帝国大学法科大学を卒業。同年11月、文官高等試験行政科試験に合格。1913年（大正2年）1月27日、内務省に入省し東京府試補となる。
以後、警視庁特別高等課長、福井県警察部長、福岡県警察部長、神奈川県警察部長、警視庁書記官・衛生部長、同警務部長などを歴任。
1926年（大正15年）9月、鳥取県知事に就任。警察官吏の待遇改善、県立蚕業学校新設、道路橋梁の修繕などに尽力。1927年（昭和2年）5月17日、知事を休職となる。1929年（昭和4年）8月、台湾総督府警務局長に就任。1931年（昭和6年）1月20日、霧社事件の引責で依願免本官となり退官した。その後、東京瓦斯会社重役を務めた。